# Schody do nieba
Schody do nieba (ang. The Staircase) − amerykański film obyczajowy z 1998, będący ekranizacją historii powstania spiralnych schodów w kaplicy sióstr loretanek w Santa Fe.
Film wyreżyserowała Karen Arthur, na podstawie scenariusza autorstwa Christophera Loftona.

## Opis fabuły
Siostry wybudowały kaplicę z chórem. Na chór nie prowadzą jednak żadne schody. W miasteczku pojawia się tajemniczy cieśla, który podejmuje się zdążyć na czas przed poświęceniem.

## Obsada
- Barbara Hershey jako matka Madalyn
- William Petersen jako Joad
- Diane Ladd jako siostra Margaret
- Louis Ferreira jako Mouly
- David Clennon jako Filger
- Deborah Chavez jako zakonnica
- Paul Robert Langdon jako Paco